# Гуйда, Михаил Евгеньевич
Гуйда Михаил Евгеньевич (род. 4 января 1955, х. Тихий) — советский украинский художник-живописец, график. Член Национального союза художников Украины (1983). Народный художник Украины (2001), действительный член Национальной академии искусств Украины (2001). Профессор Национальной академии изобразительного искусства и архитектуры (1995). Лауреат Международного фестиваля «Золотое сечение» (1996) и премии им. И. Огиенко (2000).

## Биография
Михаил Гуйда родился 4 января 1955 года, на хуторе Тихий Павловского района Краснодарского края. В 1982 году окончил Киевский государственный художественный институт в учебно-творческой мастерской станковой живописи под руководством В. Шаталина. Проходил стажировку в Ленинградском институте живописи, скульптуры и архитектуры им. И.Репина под руководством В. Орешникова.
В Национальной академии изобразительного искусства и архитектуры благодаря своим родственным связям работает с 1982 года как преподаватель кафедры живописи, с 1995 года — профессор; с 1993 года — руководитель учебно-творческой мастерской станковой живописи.
Участник отечественных и международных художественных выставок. Почетный профессор Чэйцзянского университета науки и технологии (Китай, г. Тиньхуа) и университета естественных наук и технологий (Китай, г. Ханчжоу).

## Творчество
Работает в области станковой живописи и графики.
Основные произведения: «Поминовения» (1989), «Пасха» (1990), «Кубанская свадьба» (2001), «Встреча И. Мазепы с Карлом XII» (2001). «Женщины Киото» (1989), «В степях под Херсоном» (1972), «Тишина» (1983), «Колиевщина», «Гайдамаки», «Весна», «Сон у моря» (1990), «Игра ангелов» (1991), «Детство», «Мелодия», «Украинский пейзаж», «Женский портрет», «Мастерская китайского художника», «Волшебная Цзы Вэй» (1998), «Кубанская свадьба», «В мастерской», «Обнаженная», «Женщина», «Женский портрет в черной шляпе», «На сцене», «Женщина юга Китая», «Зеленое воскресенье», «У красного дракона», «В гримерной», «Семейный портрет в восточном наряде» (1998), «Гейша и самурай» (1998); портреты: Оксаны Полтавец, Богдана Бенюка, Раисы Недашковской, Софии Ротару, Ольги Сумской. графика — «У источника» (2000), «Девушка с веером» (2000), диптих «Любовь» (2000).
Произведения М. Гуйды хранятся в музеях, галереях, частных коллекциях на Украине и за её пределами.

## Награды
- Народный художник Украины (19 апреля 2001)[1];
- Заслуженный деятель искусств Украинской ССР (5 сентября 1991)[2];
- Почётная грамота Верховной Рады Украины (2005);
- Золотая медаль Национальной академии искусств Украины (2004).